# Seedorf (Schirnding)
Seedorf ist ein Gemeindeteil des Marktes Schirnding im Landkreis Wunsiedel im Fichtelgebirge (Oberfranken, Bayern).

## Geographie
Der Weiler Seedorf liegt rund fünf Kilometer südlich von Schirnding an der Staatsstraße 2178 bzw. der Kreisstraße WUN 13 im Kohlwald, nahe den Grenzen zur benachbarten Oberpfalz und zur Tschechischen Republik. Die Nachbardörfer und -gemeinden sind im Uhrzeigersinn, beginnend im Nordosten: Horní Hraničná (Oberkunreuth) auf tschechischer Seite, Pechtnersreuth, Münchenreuth, Groppenheim, Grün, Arzberg, Schlottenhof, Oschwitz und Schirnding.

## Geschichte
Seedorf entstand wahrscheinlich um 1560. Die mindestens zwölf Teiche, die es früher um Seedorf gab, waren wahrscheinlich Reste eines vermoorten Sees.
Zur Zeit der Gründung des Dorfes unterstand es dem Richteramt Hohenberg und erschien im Jahre 1608 in einer Egerer Urkunde mit einem Hof und drei halben Gütlein.
Im Jahre 1713 verfasste der evangelische Pfarrer Arzbergs, Konrad Hacker, eine Beschreibung von Seedorf, in der es heißt:
„Seedorf, so den Namen von einem alten, eingegangenen See hat, liegt sehr tief in den Kohlwald hinein, an der pfälzischen Grenze und hat arme abgebrannte Bauern von 5 oder 6 zerteilten Hütten und Häusern“
In der Zeit der Napoleonischen Kriege um das Jahr 1806 bildete Schirnding einen eigenen Militärdistrikt, in dem Seedorf mit einem Kriegshof erwähnt wurde.
Im Jahre 1818 wurde, anfangs noch unter französischer Federführung die Bayrische Verfassung eingeführt. In der dort verankerten Umorganisation kam Seedorf schließlich zur politischen Gemeinde Schirnding.
Im Zuge der im Königreich Bayern eingeführten Schulpflicht wurde 1825 eine Seedorfer Schule gegründet. Diese ging jedoch bereits 1827 wieder ein, die Kinder mussten dann die Schule in Arzberg besuchen. 13 Jahre später wurde das Schulsystem für die Seedorfer Kinder erneut geändert. Der Unterricht wurde ab 1840 abwechselnd drei Tage in Preisdorf und drei Tage in Seedorf abgehalten, was bedeutete, dass die Kinder dreimal in der Woche eine Strecke von über fünf Kilometern zurücklegen mussten.
Im politischen Umbruch zur Zeit des Nationalsozialismus begann der Kommunistische Jugendverband ab 1933 mit einem regen Schmuggel verbotener Literatur. Die Schriftstücke wurden in Tschechien gedruckt und über die grüne Grenze nahe Seedorf nach Deutschland eingeführt.

### Namensentwicklung
Die Anfänge Seedorfs liegen in der Zeit vor dem Dreißigjährigen Krieg. War 1499 noch von Teichen und Wiesen „am/im See“ die Rede, erschien Seedorf bereits im Jahre 1636 in einer Rechnung mit dem Namen „auffm Seeh“ 1650 mit dem Namen „Auf dem See“ und im Jahre 1692 schließlich mit dem Namen Seedorff.
Noch heute spricht man umgangssprachlich nur vom „See“ oder „Am See“.

### Einwohnerentwicklung
Die erste belegte Einwohnerzahl Seedorfs liegt für das Jahr 1875 mit 49 vor. Bis zum Jahre 1900 erhöhte sich die Zahl der Bewohner auf 55 und 1910 auf 57. 1925 ging die Zahl auf 48 zurück.
Seinen größten Sprung machte Seedorf nach dem Zweiten Weltkrieg. Bei der Volkszählung des Jahres 1950 ergab sich eine Einwohnerzahl von 69. Ein Großteil der neuen Bürger waren die 20 Heimatvertriebenen aus dem Sudetenland und von östlich der Oder-Neiße-Linie. Gegenwärtig leben in Seedorf nur noch 30 Einwohner (Stand: November 2011).

## Kultur und Sehenswürdigkeiten
Bei Seedorf wurde und wird seit vielen Jahren Ton abgebaut. Eine erschöpfte Tongrube direkt am Dorfrand hat sich in den vergangenen Jahren mit Wasser gefüllt und sich zu einem Biotop entwickelt, in dem seltene Pflanzen wie beispielsweise der Rundblättrige Sonnentau vorkommen.
Auch für Angler und Badegäste gibt es ein Angebot.

## Sonstiges
In der Nähe Seedorfs befindet sich das abgegangene Dorf Forchheim sowie der Buchbrunnen an der Grenze zu Tschechien.

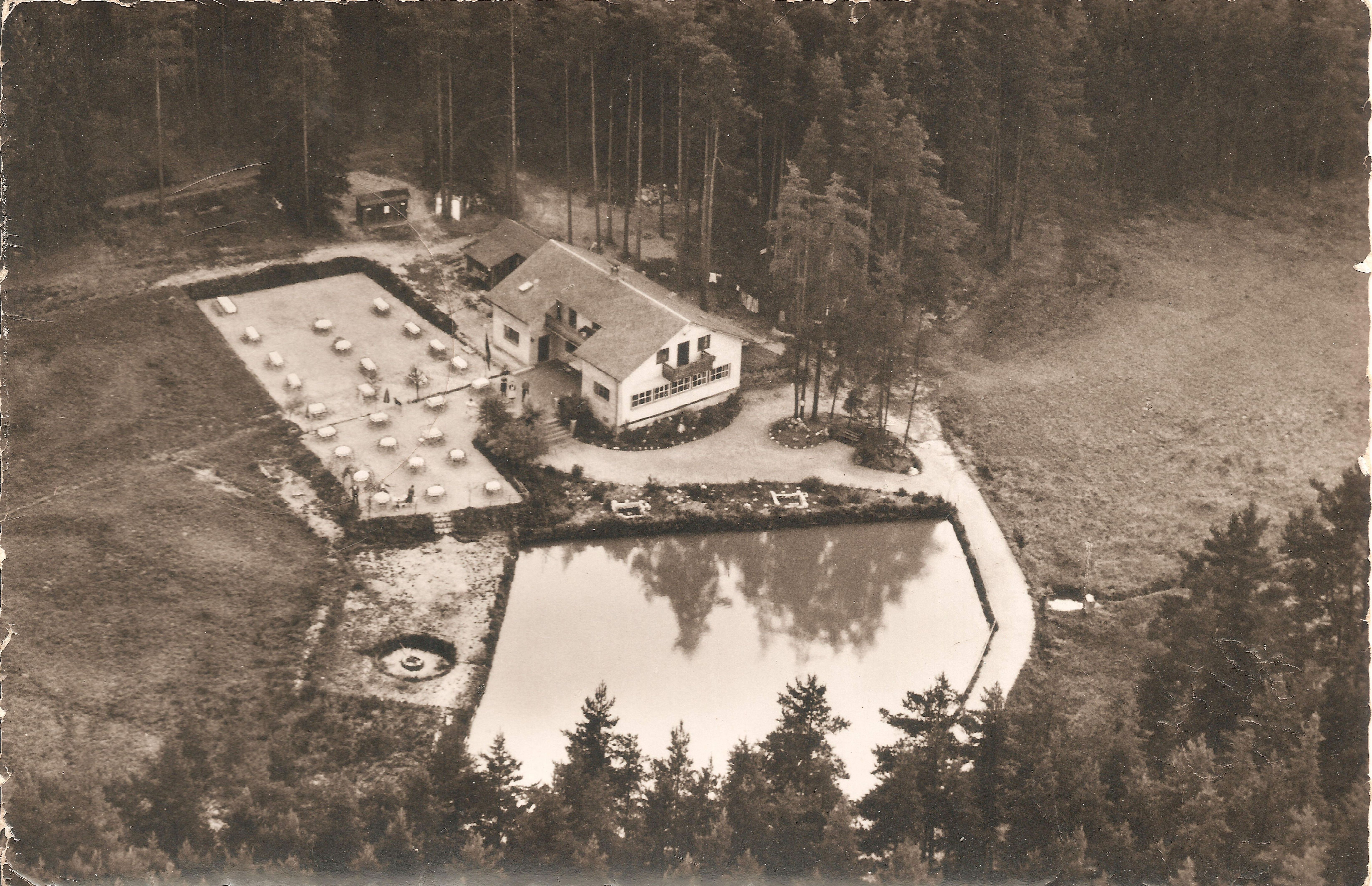
Naturfreundehaus Seedorf